# Charaxes aeson
Charaxes aeson är en fjärilsart som beskrevs av Stoneham 1960. Charaxes aeson ingår i släktet Charaxes och familjen praktfjärilar. Inga underarter finns listade i Catalogue of Life.